# Острів навпроти Видубицького монастиря
Острів навпроти Видубицького монстиря - нині не існуючий острів на Дніпрі у Києві, що вперше згадується 1149 р. у руському літопису, матеріал якого перевідклався та утововрив сучасне урочище Нижня Теличка. Розташовувався на території сучасного Печерського району міста.

## Історія

### В давньоруський час
Острів навпроти Видубицького монастиря  - це один з найдавніше відомих київських островів, що згадується 1149 р. у руському літопису у зв’язку з переговорами київського князя Ізяслава Мстиславича з князем Ростиславом Юрійовичем:
«И в это время состояние Изяслава противу святому Михаилу у Выдобыча, въ островъ, Ростислав же приъеха ту».
Звичайно з такого лаконічного опису не зрозуміло чи був на острові якійсь двір, чи переговори відбулися у літньому таборі на «нейтральній» території.
Існування на якомусь з островів (невідомо чи на тому - згаданому 1149 р.) двору підтверджує повідомлення про останнього великого київського князя Михайла Всеволодовича. Після його примирення з Данилом Романовичем, останній підтвердив права Михайла на Київ. Втім, як зазначає Г. Ю. Івакін, для того щоб реально князювати Михайлу потрібен ще був ханський ярлик. У 1241 р. князь Михайло Всеволодович Чернігівський повертається з Угорщини до спаленого монголами Києва, але поселяється не в місті, а «а живяше под Києвом во острове». Це зазвичай пояснюється тим, що у повністю зруйнованому місті начебто ніде було оселитись, в той час як заміський двір міг зберегтися. Таке пояснення не уявляється достатньо переконливим. Літописи, перш за все, фіксували факти, які несли глибокий, часто символічний, сенс, а не випадкові, малозначущі. Уявляється, що і даний вибір князя був викликаний причинами скоріше за все саме політичного, а не побутового характеру. Літописець спеціально підкреслював, що Михайло «послав посла иде в Киев». На думку Г.Ю. Івакіна поява князя у Києві, що досі вважався столицею Русі, могла здаватися претензією на верховенство на Русі. Можливо він вичікував дозволу або наступних дій з боку ханської ставки, що уважно слідкувала за політичною ситуацією в країні. П. П. Толочко пов’язує це очікування князя саме з островом навпроти Видубицького монастиря, для чого однак немає якихось істотних підстав.
Так само немає вагомих підстав для зображення укріпленого двору на острові навпроти Видубицького монастиря на мапі-реконструкції Києва Х-ХІІІ ст.

### У XVII ст.
За повідомленням П. Алепського Дніпро у середині XVII ст. підходив безпосередньо під плато, де розташований Видубицький монастир. Отже сучасної Нижньої Телички ще не існувало. У цей час підпірна стіна Петра Мілонега та більша частина Михайлівського собору вже обвалилися.

Неподалік Видубицького монастиря розігралася і трагічна сцена, яка була наслідком насильницького ведення в українських землях церковної унії. Уночі 23 лютого 1618 р. кілька десятків запорожців спільно з міщанами схопили ігумена уніатського Видубицького монастиря А. Грековича притягнули до Дніпра і:
«там же противь Выдубецкого подь ледь посадили воды питии».
«Остров против Выдубецкого монастыря» вперше показаний на плані Києва І. Ушакова, 1695 р. Він зазначений як зарослий чагарниками – імовірно, верболозом без жодних споруд. Такий його вигляд підтверджує і мапа 1750 р., на якій чітко видно, що то була піщана мілина лише по своїм верхівкам поросла заростями білої верби. Загалом, дніпровські острови в Києві до зарегулювання Дніпра виглядали саме так. Наразі ж так виглядають піщані острови на не зарегульованій Віслі.

### XVIII-XIX ст.

Видубицький монастир у Києві. Офорт Тараса Шевченка 1844 р.

Впродовж XVIII-XIX ст. острів розташований навпроти Видубицького монастиря, використовувався громадою обителі, залишаючись її власністю навіть після секуляризації монастирських земель 1786 р. Його абриси у результаті «роботи» річкової течії змінювалися. Паводки повністю накривали його. Монастир використовував територію острова як заливні луки, місце рибного лову й вирощування вербової лози («верболозів»), яку широко застосовували для кустарних промислів. Дніпро продовжував активно розмивати тут правий берег.
Станом на 1799 р. острів навпроти Видубицького монастиря не показаний. Натомість, показаний інший острів нижче за течією, навпроти гирла Либіді. Можна було б припустити, що це перевідкладений колишній «острів напроти Видубицького монастиря», який на мапі 1750 р. був показаний вище за течією. Проте на мапі Київської та Чернігівської губернії 1849-50 рр., а також на мапах 1865 та 1869 р.  острів навпроти Видубицького монастиря знову можна побачити на своєму місці. В 1844 р. на узбережжі Дніпра поблизу Видубицького монастиря Тарас Шевченко, який зробив кілька малюнків, на основі яких підготував офорти. На одному з них показано верхівку затопленого високими дніпровськими водами навпроти Видубицького монастиря.

### Зникнення острова

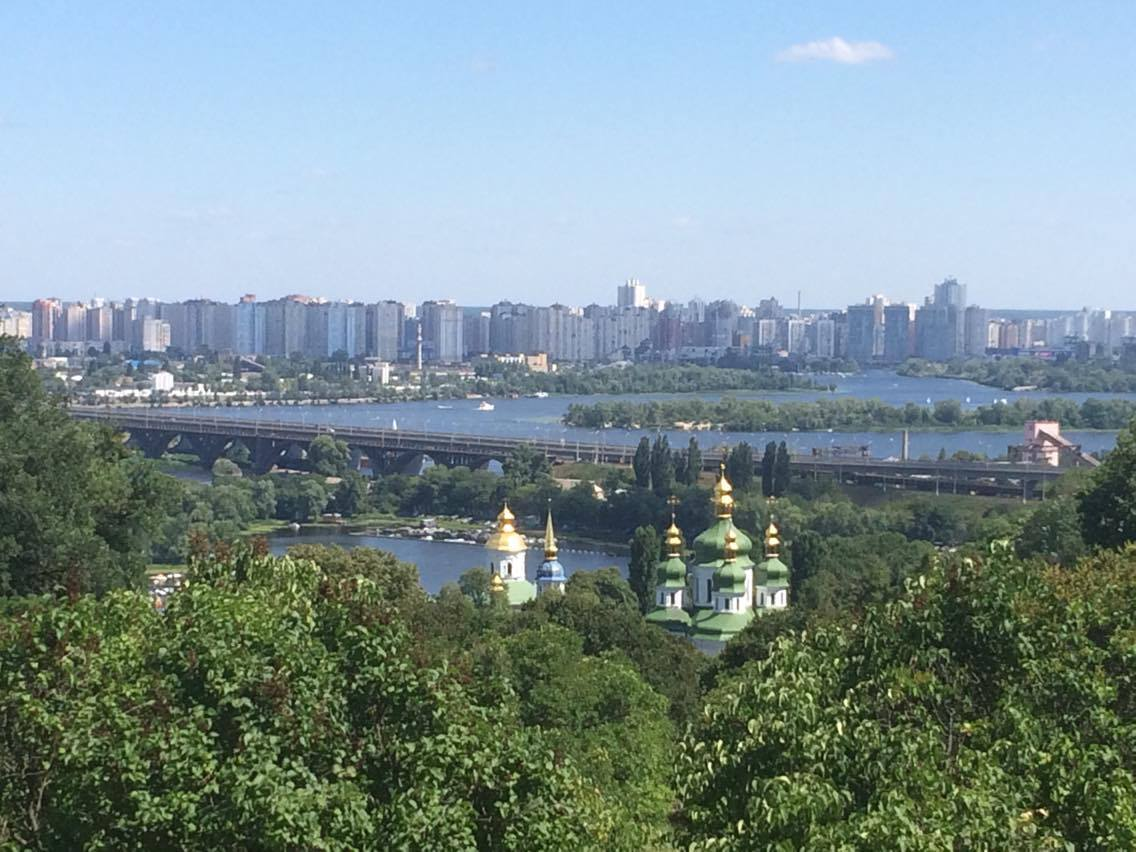
Вид на Видубицьке озеро, що утримується Видубицькою струмінь-спрямовуючою дамбою. Помітна також дамба Дарницького залізничного мосту.

У 1866 р. російський цар Олександр II затвердив концесію на лінію Києво-Курської залізниці. Розпочалося будівництво Дарницького залізничного мосту у Києві. Його траса пройшла через острів навпроти Видубицького монастиря, що позначено на мапах 1865 та 1869 р. Три з гаком десятини острівної землі, що безпосередньо лежали на трасі залізниці, компанія-будівельник придбала у власність за 10 руб. за 1 десятину (1 дес.=1,09 га), сплативши аж 33 руб. 51 і 1/4 коп. Іншу частину острова (близько 60 десятин) проектант Дарницького залізничного мосту Аманд Струве взяв в оренду під складування будматеріалів зі сплатою 100 руб. на рік, причому вимовив право безперешкодно знищувати зарості лози у зв’язку з будівельними потребами. Відповідний договір підписали у червні 1867 р. настоятель Видубицького монастиря архімандрит Веніамін і повірений Струве - інженер Роберт Ліандр. Щоб захистити будівельний майданчик від прямого впливу дніпровської течії, Струве перекрив верхню частину протоки «Старик» спеціальною Видубицькою струменевідвідною дамбою, яка з'єднала північний кінець острова з правим берегом. Таким чином, цей Видубицький острів назавжди перестав бути островом.
Посередині протоки була влаштована інша дамба, якою пролягла залізниця. Між двома штучними спорудами утворилося закрите водосховище – сучасне Видубицьке озеро. А у лютому 1870 р. новий металевий 12-пролітний Дарницький залізничний міст через Дніпро був успішно випробуваний, освячений і прийнятий в експлуатацію.

### XX ст. - Сучасна сутуація
В подальшому колишній острів навпроти Видубицького монастиря разом з піщаною косою в районі гирла р. Неводничі перетворився на урочище Нижня Теличка, назва якого  походить від його локалізації у основи розміщеного на правобережному плато урочища Теличка. Освоєний під час будівництва мосту колишній острів, надалі вже служив потребам промисловості. Згідно генеральному плану 1946 р. на Нижній Теличці (сучасна площа близько 2222145,8 м2) впродовж 1950-60 рр. зводять промислову зону, яка існує і по сей день.

## Необхідність охорони
Релкікти давньої гідрологічної ситуації в районі колишнього острова навпроти Видубицького монастиря вимгають охорони. Зокрема озеро Видубицьке має бути оголошене ландшафтним заказником місцевого значення «Озеро Видубицьке», а пізніше має бути включений в господарську зону Національного природного парку "Дніпровські острови".